# Llandudno
Llandudno es una localidad situada en el condado de Conwy, Gales, ubicada en la Península de Creuddyn, que protruye hacia el Mar de Irlanda. En el censo británico de 2011, la comunidad (que incluye Gogarth, Penrhyn Bay, Craigside, Glanwydden, Penrhynside y Bryn Pydew) tenía una población de 20.701 habitantes.
El nombre de la localidad es una derivación de su santo patrono, San Tudno.
Llandudno es el principal balneario de Gales, y tan temprano como en 1861 se lo llamaba "la Reina de los Balnearios Galeses" (una frase utilizada también para Tenby y Aberystwyth). Históricamente parte de Caernarfonshire, Llandudno fue parte del distrito de Aberconwy en Gwynedd.

## Historia
El pueblo de Llandudno se formó a partir de asentamientos de la Edad de Piedra, del bronce y del hierro a través de cientos de años, en las pendientes de caliza del Gran Orme (península de Creuddyn). Sus orígenes en la historia escrita empiezan con el feudo de Gogarth, entregado por el rey Eduardo I a Annan, Obispo de Bangor en 1284. El feudo abarcaba tres pueblos, Y Gogarth al sudoeste, Y Cyngreawdr al norte (con la iglesia de San Tudno) y Yr Wyddfid al sudeste.
En la modernidad, Llandudno toma su nombre de la antigua parroquia de San Tudno, pero también incluye varios pueblos y distritos cercanos incluyendo Craig-y-Don, Llanrhos y Penrhyn Bay. Próximo se encuentra también el pequeño pueblo de Deganwy y su marina; estos cuatro se encuentran en la parroquia tradicional de Llanrhos. Los antiguos límites geográficos del área de Llandudno son complejos: aunque se encuentran en el lado este del río Conwy (el límite natural entre Gales del noeste y Gales del noroeste), las antiguas parroquias de Llandudno, Llanrhos y Llangystennin (que incluye Llandudno Junction) se encontraban en el commote medieval de Creuddyn en el reino de Gwynedd, y más tarde fueron parte de Caernafonshire. Hoy en día, Deganwy y Llandudno Junction son parte de la comunidad de Conwy aunque se encuentren al otro lado del río, y sólo se conectan a Conwy a través de un puente y un paso elevado.

### Great Orme
El Great Orme o Gran Orme (galés: Y Gogarth) es un cabo de caliza ubicado al noroeste de Llandudno. Originalmente llamado Cyngreawdr Fynydd por el poeta del siglo XII Gwalchmai ap Meilyr, su nombre en inglés deriva de la palabra en nórdico antiguo para serpiente marina. El Little Orme o Pequeño Orme, un cabo más pequeño pero muy similar, se encuentra en el lado este de la bahía de Llandudno.
Mayormente propiedad de Mostyn Estates, el Great Orme es el hogar de varios rebaños de cabras cachemiras salvajes, descendientes de un par entregadas a Lord Mostyn por la reina Victoria. El pico del Great Orme tiene una altura de 207 metros (679 pies). El Summit Hotel, actualmente una atracción turística, fue una vez el hogar del campión de boxeo Randolph Turpin.
El cabo de caliza es un refugio para flora y fauna, con algunas especies raras, como halcones peregrinos o una especie de Cotoneaster salvaje (cambricus) que sólo puede encontrarse en el Great Orme. Las pendientes de caliza son una ubicación ideal para los nidos de varias aves acuáticas, como cormoranes, guillemotes, alcas, fulmares, frailecillos y gaviotas.
Hay varias atracciones turísticas incluyendo un tranvía y un teleférico que llevan turistas a la cima. El Great Orme posee también el tobogán más largo de Gran Bretaña, con 750 metros.

### Evolución
Para 1847, el pueblo había alcanzado las mil personas, con la nueva iglesia de San Jorge, construida en 1840. La gran mayoría de los hombres trabajaban en las minas de cobre, otros en la pesca y la agricultura.
En 1848, Owen Williams, un arquitecto de Liverpool, presentó a Lord Mostyn con un plan para transformar los pantanos detrás de la bahía de Llandudno en un complejo turístico. Lord Mostyn lo recibió con entusiasmo, y su influencia y la de sus agentes fueron cruciales en el desarrollo de Llandudno, principalmente tras la designación de George Felton como topógrafo y arquitecto en 1857. Entre 1857 y 1877, casi todo el centro de Llandudno fue transformado bajo la supervisión de Felton.

## Transporte
La ciudad se encuentra al lado de la línea ferroviaria de Gales Norte, que se inauguró como el ferrocarril de Chester y Holyhead en 1848. Se unió al ferrocarril de Londres y el Noroeste en 1859, y luego al ferrocarril de Londres, las Tierras Medias y Escocia en 1923. Llandudno fue construida específicamente como un destino turístico de la era victoriana, y es parte de la línea ferroviaria Llandudno Junction-Deganwy-Llandudno. También recibe autobuses de Arriva Wales, con servicio a Rhyl, Bangor, Caernarfon y la cima del Great Orme. Hay además un servicio de Llew Jones con transporte a Betws-y-Coed y Llanrwst.

## Atractivos

### Bahía de Llandudno y North Shore
Es una playa de arena y piedras que sigue una curva de 3.2 km entre el Great Orme y el Little Orme.
Por la mayoría del trayecto del North Shore (orilla norte) se ubica un paseo marítimo victoriano. El paseo, comúnmente llamado The Parade, posee un nombre distinto en cada cuadra, y es sobre esta calle que están construidos muchos hoteles de la ciudad. Cerca del centro de la bahía se encuentra el Venue Cymru, un teatro, centro de conferencias y arena. El club de navegación (Llandudno Sailing Club) y una rotonda demarcan el fin de esta sección de The Parade. Más allá, se encuentran más hoteles y casas de huéspedes, pero estos son parte del municipio de Craig-y-Don.
Sobre la calle Nant-y-Gamar, el paseo se pasa a llamar Colwyn Road, con los campos de Bodafon Hall Farm a un costado. El paseo marítimo continúa hasta que finaliza en una gran pischina infantil y finalmente en Craigside, en las pendientes más pequeñas del Little Orme.
Hay, además, un tren que realiza el trayecto desde la costa sur a la orilla norte la mayoría de los días.

### Muelle de Llandudno
El muelle se encuentra en la orilla norte. Construido en 1878, es un monumento clasificado Grado II.
Fue expandido en 1884 hacia tierra para proveer una nueva entrada con el Llandudno Pier Pavillion Theatre, así incrementando la longitud del muelle a 700 m; es el muelle más largo de Gales. Las atracciones que posee incluyen un bar, un café, juegos recreativos, atracciones de feria y una variedad de tiendas y quioscos.
Durante el verano, se puede concurrir al show de Punch y Judy del Profesor Codman, inaugurado en 1860.